# Comté de Manitowoc
Le comté de Manitowoc est un comté situé dans l'État du Wisconsin aux États-Unis. Son siège est Manitowoc. Selon le recensement de 2000, sa population était de 82 887 habitants. 

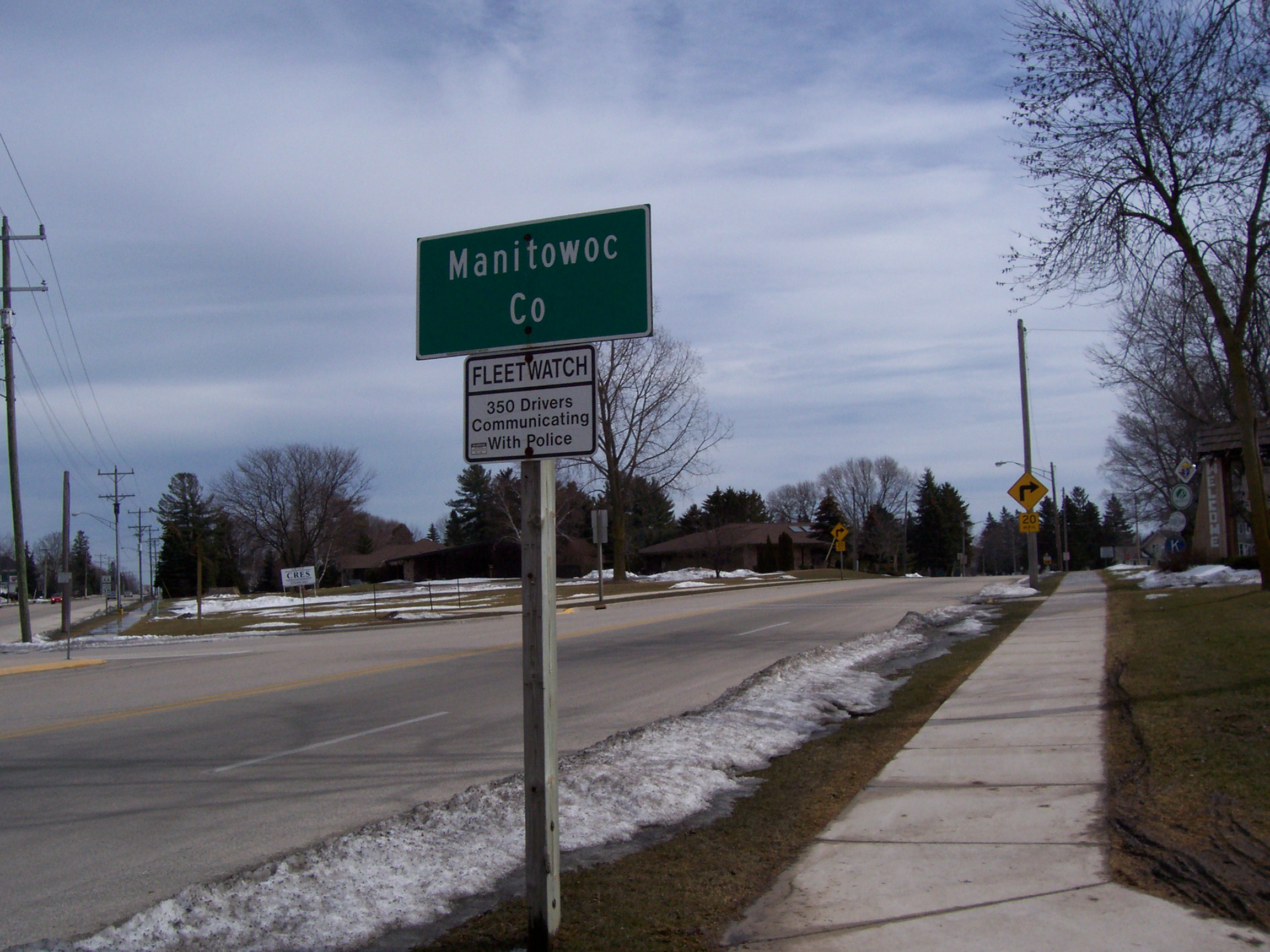
Panneau marquant l'entrée du comté de Manitowoc à Kiel